# Lamar Trotti
Lamar Jefferson Trotti (18 octobre 1900 - 28 août 1952) est un scénariste et producteur de cinéma américain.

## Filmographie partielle
- 1933 : The Man Who Dared de Hamilton MacFadden
- 1934 : Judge Priest de John Ford
- 1934 : Quelle veine ! (Call It Luck) de James Tinling
- 1934 : You Can't Buy Everything de Charles Reisner
- 1935 : This Is the Life, de Marshall Neilan
- 1935 : Steamboat Round the Bend
- 1936 : Pepper de James Tinling
- 1936 : Le Premier Né (The First Baby) de Lewis Seiler
- 1937 : Jeux de dames (Wife, Doctor and Nurse) de Walter Lang
- 1938 : La Baronne et son valet (The Baroness and the Butler) de Walter Lang
- 1938 : La Folle Parade (Alexander's Ragtime Band)
- 1938 : L'Île des angoisses (Gateway)
- 1939 : Vers sa destinée (Young Mr. Lincoln)
- 1939 : Sur la piste des Mohawks (Drums Along the Mohawk)
- 1941 : Les Trappeurs de l'Hudson (Hudson's Bay)
- 1942 : Les Rivages de Tripoli (To the Shores of Tripoli)
- 1942 : Six destins (Tales of Manhattan)
- 1942 : Pilotes de chasse (Thunder Birds)
- 1943 : Guadalcanal (Guadalcanal Diary) de Lewis Seiler
- 1943 : Aventure en Libye (Immortal Sergeant)
- 1943 : L'Étrange Incident (The Ox-Bow Incident)
- 1943 : Guadalcanal (Guadalcanal Diary)
- 1944 : Le Président Wilson (Wilson) d'Henry King
- 1946 : Le Fil du rasoir (The Razor's Edge) - Scénario
- 1946 : Colonel Effingham's Raid  de Irving Pichel - Production
- 1947 : Capitaine de Castille (Captain from Castile)
- 1948 : La Ville empoisonnée (The Walls of Jericho) de John M. Stahl
- 1948 : À toi pour la vie (When My Baby Smiles at Me)
- 1949 : You're My Everything - Production et scénario
- 1950 : Treize à la douzaine (Cheaper by the Dozen)
- 1950 : Trois gosses sur les bras (My Blue Heaven) de Henry Koster
- 1951 : Rendez-moi ma femme (As Young as You Feel)
- 1952 : Un refrain dans mon cœur (With a Song in My Heart)
- 1952 : La Parade de la gloire (Stars and Stripes Forever) - Production et scénario